# Мезосидерити
Мезосидерити (англ. mesosiderites) — це клас кам'яно-залізних метеоритів, які містять приблизно однакові пропорції залізо-нікелевих металів та силікатів. Вони є брекчією із нерівномірною текстурою; силікати та метали в них трапляються як у формі більших шматків чи камінців, так і у формі дрібнозернистих вкраплень. До силікатної частини входять олівін, піроксени та багатий на кальцій польовий шпат; такі силікати за вмістом подібні до евкритів та діогенітів.
Мезосидерити — це рідкісний різновид метеоритів; станом на листопад 2014 року, було відомо лише 208 екземплярів цього класу, (з яких 56 було виявлено в Антарктиці), і падіння лише 7 з них були спостережені. З іншого боку, деякі мезосидерити належать до найбільших з-поміж усіх відомих метеоритів.
У Вака Муерта, в пустелі Атакама, Чилі, на великій площі розсіювання було знайдено значну кількість уламків, загальна маса яких становить близько 3.8 тонни. Вперше вони були виявлені у XIX столітті рудошукачами, які помилково сприйняли блискучі металеві включення в уламках породи за срібло, і вирішили, що натрапили на оголення відкладень срібної руди. Пізніше, після проведення аналізів, коли було виявлено, що включення є залізо-нікелевими, дослідники дійшли висновку, що вони натрапили на уламки метеорита. Цей метеорит отримав назву Vaca Muerta. На знімку справа вгорі зображений розрізаний та відполірований шматок метеорита Vaca Muerta.
Останнє падіння мезосидерита на Землю відбулося на території Китаю, в районі міста Dong Ujimqin Qi, 7 вересня 1997 року. Того дня у згаданій місцевості приземлилися три великі уламки метеорита загальною масою у 129 кг. Падіння іншого мезосидерита, який згодом отримав назву Estherville, відбулося на території штату Айова, США, 10 травня 1879 року. Після польоту яскравої вогняної кулі, поверхню в місці падіння засипали декілька великих мас та безліч дрібніших уламків загальною вагою у 320 кг. Після падіння метеорита поблизу польського міста Лович 12 березня 1935 року, було зібрано багато (понад 50) уламків загальною вагою у 59 кг. Інші спостережені падіння мезосидеритів відбулися у 1842 році поблизу Бареї (Іспанія), у 1880 поблизу Вараміна (Іран), у 1933 в районі острова Dyarrl (Папуа Нова Гвінея) та поблизу Патвара (Індія) у 1935. Легендарний метеорит Chinguetti теж вважається мезосидеритом.